# Municipio de Myrtle (Dakota del Norte)
El municipio de Myrtle (en inglés: Myrtle Township) es un municipio ubicado en el condado de Mountrail en el estado estadounidense de Dakota del Norte. En el año 2010 tenía una población de 21 habitantes y una densidad poblacional de 0,22 personas por km².

## Geografía
El municipio de Myrtle se encuentra ubicado en las coordenadas 48°19′45″N 102°46′3″O / 48.32917, -102.76750. Según la Oficina del Censo de los Estados Unidos, el municipio tiene una superficie total de 94.59 km², de la cual 94,29 km² corresponden a tierra firme y (0,32 %) 0,31 km² es agua.

## Demografía
Según el censo de 2010, había 21 personas residiendo en el municipio de Myrtle. La densidad de población era de 0,22 hab./km². De los 21 habitantes, el municipio de Myrtle estaba compuesto por el 100 % blancos. Del total de la población el 0 % eran hispanos o latinos de cualquier raza.